# Governo Drnovšek IV
Janez Drnovšek è stato per la quarta volta Primo Ministro della Slovenia dal 30 novembre 2000 al 19 dicembre 2002. Il 2 dicembre 2002 ha presentato le dimissioni per essere eletto Presidente della Repubblica. Il Governo Drnovšek IV comprende il Primo Ministro, 14 ministri e 1 ministro senza portafoglio.
- Composizione
  - Democrazia Liberale di Slovenia (LDS)
  - Lista Unita dei Socialdemocratici (ZLSD)
  - Partito Popolare Sloveno (SLS/SKD)
  - Partito Democratico dei Pensionati della Slovenia (DeSUS)

## Primo Ministro
- Janez Drnovšek (LDS)

## Ministeri Senza portafoglio

### Affari Europei
- Igor Bavčar (LDS) fino al 24 gennaio 2002
- Janez Potočnik (indipendente) dal 24 gennaio 2002

## Ministeri

### Finanze
- Anton Rop (LDS)

### Interni
- Rado Bohinc (ZLSD)

### Affari Esteri
- Dimitrij Rupel (LDS)

### Giustizia
- Ivan Bizjak (SLS/SKD)

### Difesa
- Anton Grizold (LDS)

### Lavoro, Famiglia e Affari Sociali
- Vlado Dimovski (ZLSD)

### Economia
- Tea Petrin (LDS)

### Agricoltura, Politiche Forestali e Alimentazione
- Franc But (SLS/SKD)

### Cultura
- Andreja Rihter (ZLSD)

### Ambiente e Pianificazione Territoriale
- Janez Kopač (LDS)

### Trasporti
- Jakob Presečnik (SLS/SKD)

### Società dell'Informazione
- Pavel Gantar (LDS)

### Istruzione, Scienze e Sport
- Lucija Čok (LDS)

### Salute
- Dušan Keber (LDS)